# Nationaal Historisch Museum van Azerbeidzjan
Het Nationaal Historisch Museum van Azerbeidzjan (Azerbeidzjaans: Azərbaycan Tarix Muzeyi) in Bakoe is een aan de Azerbeidzjaanse geschiedenis gewijd museum en is Azerbeidzjans grootste historisch museum. Het werd opgericht juni 1920, waar de geschiedenis van Azerbeidzjan werd voorgesteld vanaf de prehistorie tot vandaag. Het museum kent diverse afdelingen waaronder archeologie, numismatiek en etnografie. Momenteel stelt het museum meer dan 300.000 objecten tentoon. De objecten zijn op chronologische wijze tentoongesteld in de verschillende afdelingen van het museum. Slechts 20.000 objecten van de collectie is permanent te zien. De rest wordt in de wetenschappelijke afzettingen gehouden: 150.000 numismatische objecten, 93.000 archeologische objecten, 9.000 etnografische objecten, 2.300 wapens, 12.000 wetenschappelijke objecten, 15.000 edele metalen, 10.000 negatief films en 4.570 historische boeken.
Tot de hoogtepunten uit de collectie behoren prehistorische, antieke en middeleeuwse keramiek en wapens, en antieke en middeleeuwse munten, manuscripten en kaarten.
Het gebouw is ontworpen door de Poolse architect Józef Gosławski, als het herenhuis van de Azerbeidzjaanse olie magnaat en filantroop Hadji Zeynalabdin, en werd gebouwd in 1893-1902 in de Italiaanse neorenaissancestijl.
Toen Bakoe en de rest van Azerbeidzjan werd bezet door het Rode Leger in april 1920, Taghiyevs woonplaats, net als alle andere rijke mensen in Azerbeidzjan, werd onmiddellijk in beslag genomen. Onder een resolutie van het Volkscommissariaat van de Sovjet-Unie werd de residentie in juni 1920 opgericht als museum, slechts twee maanden na de bolsjewistische bezetting van Bakoe.
De huidige directeur is professor Naile Velihanly, een bekend Azerbeidzjaans historicus.